# Liste der Listed Buildings auf Bressay
In dieser Liste sind sämtliche Baudenkmäler auf der schottischen Insel Bressay zusammengefasst. Die Bauwerke sind anhand der Kriterien von Historic Scotland in die Kategorien A (nationale oder internationale Bedeutung), B (regionale oder mehr als lokale Bedeutung) und C (lokale Bedeutung) eingeordnet. Derzeit gibt es auf Bressay ein Denkmal aus der Kategorie A, neun aus der Kategorie B und drei aus der Kategorie C.

## Denkmäler
| Name                         | Typ                          | Lage                           | Kategorie | Eintrag | Bild                                 |
| ---------------------------- | ---------------------------- | ------------------------------ | --------- | ------- | ------------------------------------ |
| Bressay Kirk                 | Kirche                       | 60° 9′ 1,8″ N, 1° 6′ 48,8″ W   | B         | 5877    | Bressay Kirk                         |
| Mizpah House                 | Ehemaliges Pfarrhaus         | 60° 8′ 50,9″ N, 1° 6′ 50,8″ W  | C         | 5878    |                                      |
| Maryfield House              | Hotel                        | 60° 9′ 28,3″ N, 1° 7′ 14,5″ W  | C         | 5879    | Maryfield House                      |
| Gardie House                 | Villa                        | 60° 9′ 36,6″ N, 1° 7′ 23″ W    | A         | 5880    | Gardie House                         |
| Gardie House Cottage         | Cottage                      | 60° 9′ 38,7″ N, 1° 7′ 26,7″ W  | B         | 5881    | Gardie House Cottage (im Bild links) |
| Bressay Lighthouse           | Leuchtturm                   | 60° 7′ 11,9″ N, 1° 7′ 17″ W    | B         | 5882    | Bressay Lighthouse                   |
| Swarthoull Old Schoolhouse   | Schulgebäude                 | 60° 9′ 42,4″ N, 1° 4′ 50,7″ W  | C         | 6587    |                                      |
| Gardie House Pier            | Pier                         | 60° 9′ 35,1″ N, 1° 7′ 29″ W    | B         | 44520   |                                      |
| Gardie House Steading        | Bauernhof                    | 60° 9′ 38,2″ N, 1° 7′ 22″ W    | B         | 44521   |                                      |
| The Glebe                    | Bauernhof                    | 60° 8′ 43,5″ N, 1° 6′ 44,9″ W  | B         | 44522   | The Glebe                            |
| Friedhof Gunnista            | Friedhof                     | 60° 10′ 28,8″ N, 1° 5′ 53,1″ W | B         | 44523   | Friedhof Gunnista (im Vordergrund)   |
| Fischereibetrieb von Bressay | Fischereibetrieb             | 60° 10′ 18″ N, 1° 8′ 29,1″ W   | B         | 44524   | Fischereibetrieb von Heogan          |
| Schiffsanleger von Maryfield | Schiffsanleger und Bootshaus | 60° 9′ 26,2″ N, 1° 7′ 17,9″ W  | B         | 44525   |                                      |

- Karte mit allen Koordinaten:
- OSM |
- WikiMap